# Митов, Антон

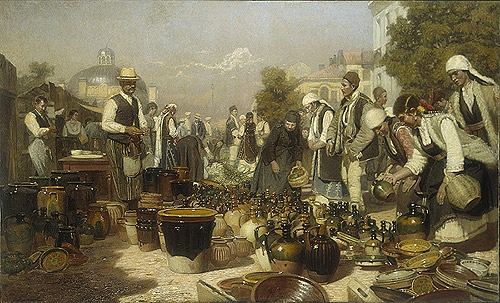
Овощной рынок в Софии (Гончарный рынок), 1917 г.

Антон Стефанов Митов (1 апреля 1862, Стара-Загора, Османская империя - 20 августа 1930, София) — болгарский художник, искусствовед, критик, историк искусства, педагог, профессор, общественный деятель, член-корреспондент Болгарской АН (1918).
Один из выдающихся представителей реализма в живописи Болгарии.

## Биография
В 1881–1885 обучался в Академии изящных искусств Флоренции под руководством Джузеппе Чаранфи (1838-1902). Вернувшись на родину, занимался публицистикой, был преподавателем средних школ в городах Стара-Загора, Пловдив, Варна и София.
Антон Митов был профессором истории искусств, перспективы и методики рисования, а также директором Художественной академии в Софии (1912-1918 и 1924-1927), одним из основателей которой он был (1896).
Автор первых морских пейзажей в болгарской живописи – «Варненский порт», «Варненский берег», «Варненское море». Митов активно участвовал в общественно-культурной и политической жизни, и выступал как страстный публицист. Среди его публикаций в периодической печати занимают место «Письма о Болгарии», которые выпускались в газетах «Балканская заря», «Вечерняя почта», «Мир», а также и в журнале «Искусство».
Автор многих реалистических жанровых картин, таких как, «Продавец лимонада на старо-загорском базаре», «Группа крестьян с ярмарки», «Еврей на софийской ярмарке», а также портретов (Портрет Ивана Мырквички), пейзажей.
Отец художника, лауреата Димитровской премии Бориса Митова.